# 单塘河遗址
单塘河遗址，位于江苏省泰州市姜堰市城郊西北部，是中华人民共和国江苏省文物保护单位之一。
2002年10月22日，授予江苏省文物保护单位，是一座古遗址。